# Gil Coelho
Gildo Vinícius Coelho de Almeida (Duque de Caxias, 13 de abril de 1987) es un actor brasileño.

## Carrera
Coelho comenzó a asistir a la escuela de derecho de 2006 a 2008, este año se unió al Oficina de Atores da Rede Globo y convertido en actor. Su debut en televisión fue en 2009 en la serie Multishow, Beijo me Liga, también participó en la serie Por Toda Minha Vida de Rede Globo y varios programas de la emisora. 
En 2011 protagonizó el especial de televisión en la segunda temporada de Acampamento de Férias, en el mismo año ganó prominencia al actuar en la temporada 19 de Malhação, en la que interpretó a Guido, un chico que se enamora de una mujer mayor y vive una relación conflictiva.
En 2014, Gil hizo su debut cinematográfico en la película Na Realidade y después actuó en Não Pare na Pista - A Melhor História de Paulo Coelho donde jugó el personaje Marco. En 2015 actuó en la secuela S.O.S. Mulheres ao Mar 2, y en el mismo año actuó en la telenovela I Love Paraisópolis jugando Lindomar.
En 2016 interpretó al asistente Wesley en la telenovela A Lei do Amor.
En 2017 protagonizó junto a Ísis Valverde la película de comedia romántica de Netflix, Amor.com, interpretando a Fernando un chico nerd que se enamora de una bloguera de moda y juntos se enfrentan a prejuicios por ser de diferentes mundos.
En 2018 jugó a Santiago el Justo en la telenovela Jesús de Rede Record.
En 2021 actuó en Genesis, jugando a Jafet, en el mismo año volver a Rede Globo para actuar en la telenovela Nos Tempos do Imperador interpretando a Luis Augusto de Sanjona Coburgo Gotha, el marido de la princesa Leopoldina hija de Dom Pedro II.

## Filmografía
| Año  | Título                  | Personaje                             | Notas        |
| ---- | ----------------------- | ------------------------------------- | ------------ |
| 2009 | Beijo, Me Liga          | Elepê                                 |              |
| 2009 | Por Toda Minha Vida     | Guto Goffi                            |              |
| 2010 | Por Toda Minha Vida     | Luiz Schavon                          |              |
| 2011 | Acampamento de Férias   | Túlio                                 | Temporada 2  |
| 2011 | Malhação                | Guido Fernandes                       | Temporada 19 |
| 2015 | I Love Paraisópolis     | Lindomar Recanto de Queiroz           |              |
| 2016 | La ley del amor         | Wesley                                |              |
| 2017 | A Vila                  | Bernardo Becker (Bené)                | Temporada 1  |
| 2018 | (Des)encontros          | Rafael                                |              |
| 2018 | Jesus                   | Santiago el Justo                     |              |
| 2021 | Génesis                 | Jafet                                 | Fase:Diluvio |
| 2021 | Nos Tempos do Imperador | Luis Augusto de Sajonia-Coburgo-Gotha |              |

### Cine
| Año  | Título                   | Personaje    | Notas        |
| ---- | ------------------------ | ------------ | ------------ |
| 2014 | Na Realidade             | João Azevedo | Cortometraje |
| 2014 | Não Pare na Pista        | Marco        |              |
| 2015 | S.O.S. Mulheres Ao Mar 2 | Rafael       |              |
| 2017 | Duas de Mim              | Neto         |              |
| 2017 | Amor.com                 | Fernando     |              |